# Mormonia dejecta
Mormonia dejecta là một loài bướm đêm trong họ Noctuidae.